# Кале (Мен)
Кале (англ. Calais) — місто (англ. city) в США, в окрузі Вашингтон штату Мен. Населення — 3079 осіб (2020).

## Історія
До приходу європейців територія округу була заселена представниками індіанського племені пассамакводді. Першими європейцями, які прибули в ці місця, були французи.

## Географія
Кале розташований за координатами 45°9′1″ пн. ш. 67°14′21″ зх. д. / 45.15028° пн. ш. 67.23917° зх. д. (45.150327, -67.239189).  За даними Бюро перепису населення США в 2010 році місто мало площу 103,88 км², з яких 88,90 км² — суходіл та 14,98 км² — водойми.

## Демографія
Згідно з переписом 2010 року, у місті мешкали 3123 особи в 1403 домогосподарствах у складі 771 родини. Густота населення становила 30 осіб/км².  Було 1737 помешкань (17/км²).
Расовий склад населення:
| - 95,5 % — білих - 1,3 % — корінних американців - 0,6 % — азіатів - 0,5 % — чорних або афроамериканців |

До двох чи більше рас належало 1,7 %. Частка іспаномовних становила 1,4 % від усіх жителів.
За віковим діапазоном населення розподілялося таким чином: 19,7 % — особи молодші 18 років, 59,8 % — особи у віці 18—64 років, 20,5 % — особи у віці 65 років та старші. Медіана віку мешканця становила 45,3 року. На 100 осіб жіночої статі у місті припадало 93,3 чоловіків;  на 100 жінок у віці від 18 років та старших — 88,7 чоловіків також старших 18 років.
Середній дохід на одне домашнє господарство  становив 51 930 доларів США (медіана — 33 906), а середній дохід на одну сім'ю — 68 015 доларів (медіана — 43 777). За межею бідності перебувало 21,4 % осіб, у тому числі 28,6 % дітей у віці до 18 років та 7,2 % осіб у віці 65 років та старших.
Цивільне працевлаштоване населення становило 1220 осіб. Основні галузі зайнятості: освіта, охорона здоров'я та соціальна допомога — 29,6 %, роздрібна торгівля — 21,0 %, виробництво — 9,3 %, фінанси, страхування та нерухомість — 7,3 %.